# 福島橋
福島橋（ふくじまばし）は群馬県佐波郡玉村町福島と同上福島の間にある橋で利根川に架かる。路線は群馬県道24号高崎伊勢崎線。

## 概要
現在の橋の構造形式は2径間の単純鋼ニールセン系ローゼ橋の1等橋（TL-20）で橋長は220.0 m、全幅員は16.7 m、有効幅員は12.5 m（車道7.5 m、歩道2.5 m×2）、支間長は108.7 mである。アーチリブの高さは18.0 mある。桁下高は橋脚の基礎から17.8 mである。橋には3.715 %の縦断勾配が、車道には1.5 %、歩道には1.0 %の横断勾配が付けられている。本橋梁は特定非営利活動法人シビルまちづくりステーション（旧称ITステーション市民と建設）による「関東地域の橋百選」に選出されている。

## 歴史
橋が架けられる前までは「福島の渡し」と称される渡し船が運営されていた。1926年（大正15年）に初代福島橋が完成した。橋長219.7 m、幅員5.5 mの横河橋梁製の3連の下路式単純トラス橋であった。1969年（昭和44年）頃には下流側に歩道橋が増設された。
その後、交通量の増加と旧橋の老朽化を理由に川上側に現在の二代目福島橋が1979年（昭和54年）着工された。施工会社は横河ブリッジおよび日本鋼管（現JFEエンジニアリング）で、架設工法はトラッククレーンベント工法や、ケーブルエレクション斜吊り工法が用いられている。橋種の選定にあたっては付近の景観に配慮された。
橋は1983年（昭和58年）完工され、1984年（昭和59年）10月23日に開通した。旧橋は解体撤去され、ほぼ同位置に同形式の水管橋が架設されている。

## 周辺
- 満福寺
- 福島公民館
- 上福島公民館
- 天神古墳 - 橋の南詰に所在する。
- 埼玉県道・群馬県道416号利根川自転車道線

## 隣の橋
- 利根川

（上流） - 横手大橋 - 北関東自動車道 - 福島橋 - 玉村大橋 - 伊勢玉大橋 - （下流）